# Cantó de Meyzieu
El cantó de Meyzieu és un antic cantó francès del departament del Roine, situat al districte de Lió. Té 7 municipis i el cap és Meyzieu.

## Municipis
- Colombier-Saugnieu
- Jonage
- Jons
- Meyzieu
- Pusignan
- Saint-Bonnet-de-Mure
- Saint-Laurent-de-Mure

| Data d'elecció                           | Identitat         | Partit          | Qualitat |
| ---------------------------------------- | ----------------- | --------------- | -------- |
| 1945-1970                                | Gabriel Bruyas    | SFIO            |          |
| 1970-1982                                | Pierre Moutin     | CIR, després PS |          |
| 1982-1998                                | Jean-Marc Barthez | RPR             |          |
| 1998-2011                                | Odette Garbrecht  | PS              |          |
| 2011-2015                                | Michel Forissier  | UMP             |          |
| les dades anteriors no són pas conegudes |                   |                 |          |